# Mau (Madhya Pradesh)
Mau är en ort i Indien. Den ligger i distriktet Bhind och delstaten Madhya Pradesh, i den centrala delen av landet, 300 km sydost om huvudstaden New Delhi. Mau ligger 167 meter över havet och antalet invånare är 19 299.
Terrängen runt Mau är mycket platt. Runt Mau är det tätbefolkat, med 266 invånare per kvadratkilometer. Närmaste större samhälle är Seondha, 16,5 km sydost om Mau. Trakten runt Mau består till största delen av jordbruksmark.